# EV Carinae
EV Carinae eller HD 89845, är en ensam stjärna i norra delen av stjärnbilden Kölen. Den har en högsta skenbar magnitud av ca 7,4 och kräver åtminstone en stark handkikare eller ett mindre teleskop för att kunna observeras. Baserat på parallax enligt Gaia Data Release 2 på ca 0,43 mas, beräknas den befinna sig på ett avstånd på ca 2 960 parsek från solen. Den rör sig bort från solen med en heliocentrisk radialhastighet på ca 2 km/s. Stjärnan är en MK spektralstandard för spektralklass M4.5 IA.

## Egenskaper
EV Carinae är en röd superjättestjärna i huvudserien av spektralklass M4.5 Ia och har en massa som är ca 5,4 solmassor. Den är en halvregelbunden variabel stjärna med dess skenbara magnitud som varierar mellan 7,4 och 9,0 i det synliga bandet. Olika perioder har identifierats, men den dominerande är cirka 347 dagar.

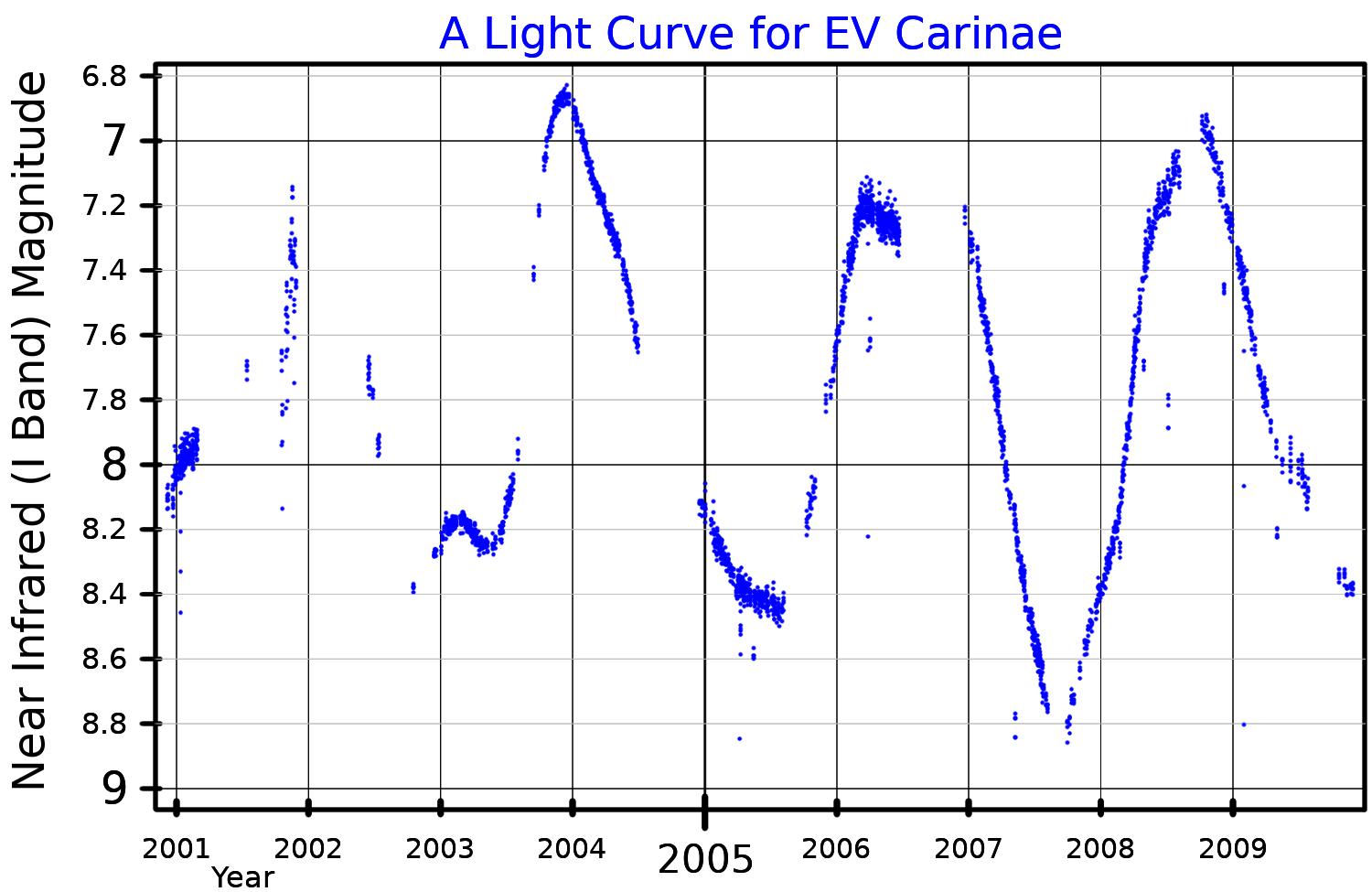
Ljuskurva för CK Carinae från I-bandet (nära infraröd), plottad från ASAS-data.

EV Carinae är en av de största kända stjärnorna även om dess egenskaper beror på dess avstånd. I slutet av 1900-talet uppfattades EV Carinae, baserat på ett antaget avstånd på 4,2 kpc, vara en extremt ljusstark stor superjättestjärna med en ovanlig ljusstyrka mellan 550 000 och 675 000 gånger solens, vilket skulle innebära radier på 2 880 till 3 190 gånger solens radie vid en temperatur på 2 930 K , vilket gör den större än Saturnus omloppsbana.
På senare tid (2022) har nya beräkningar av avståndet härlett närmare avstånd under 3 kpc vilket skulle placera EV Carinae i Carina OB2-föreningen vid Carinanebulosan och ge stjärnan lägre ljusstyrka, under 300 000  gånger solens luminositet, högre temperaturer och motsvarande lägre radievärde, medan beräkning av den bolometriska ljusstyrkan baserat på en Gaia Data Release 2-parallax av 0,7759 ± 0,1098 mas ger en ljusstyrka under 50 000 gånger solens med en motsvarande radie på 574 solradier, men det värdet anses otillförlitligt på grund av en mycket hög nivå av astrometriskt brus.